# Loi relative au renforcement et à la simplification de la coopération intercommunale
Pour les articles homonymes, voir Simplification.
Lire en ligne

Lire sur Légifrance

La loi no 99-586 du 12 juillet 1999 relative au renforcement et à la simplification de la coopération intercommunale, dite loi Chevènement, est une loi consacrée à l'intercommunalité en France. 
Elle a consacré le rôle des établissements publics de coopération intercommunale (EPCI) à fiscalité propre à travers trois niveaux :
- les communautés de communes (CC) ;
- les communautés d'agglomération (CA) ;
- les communautés urbaines (CU), pour lesquelles le seuil minimal de population est relevé à 500 000 habitants.

Certaines structures antérieures telles que les communautés de ville, les districts et les syndicats d'agglomération nouvelle sont appelés à se fondre dans ces trois types d'EPCI.